# Thomas Kennes
Thomas Kennes (Tilburg, 25 juni 1996) is een Nederlands voormalig kunstschaatser.

## Biografie
Kennes begon in 2005 met kunstschaatsen. Hij werd vier keer Nederlands kampioen bij de junioren en werd in 2014 afgevaardigd naar de WK voor junioren. Hier werd hij 32e. Bij gebrek aan veel tegenstand werd hij vanaf 2014 elk jaar Nederlands kampioen bij de senioren. Hij mocht ook diverse keren naar de Europese kampioenschappen. Nooit kwam hij verder dan de korte kür. Daarop zocht hij eind 2018 contact met de trainers van de Belgische kunstschaatsers Jorik en Loena Hendrickx, die wel beter presteerden. Nadat Jorik stopte, ging hij ook Kennes coachen. Nog zonder succes, want ook in 2019 en 2020 kwalificeerde hij zich niet voor de finale.
Eind 2021 maakte Kennes bekend dat hij stopte als topsporter en zich zou gaan toeleggen op het coachen. Hij begon als assistent-trainer van olympiaganger Lindsay van Zundert. Kennes fungeerde tijdens de Olympische Winterspelen 2022 als co-commentator kunstschaatsen voor de NOS.

## Persoonlijke records
| records             | punten | datum      | toernooi                 |
| ------------------- | ------ | ---------- | ------------------------ |
| Hoogste totaalscore | 161.20 | 07-12-2018 | CS Golden Spin of Zagreb |
| Hoogste korte kür   | 052.56 | 22-01-2020 | EK                       |
| Hoogste vrije kür   | 108.86 | 07-12-2018 | CS Golden Spin of Zagreb |

## Belangrijke resultaten
| Kampioenschap           | 09/10 | 10/11 | 11/12 | 12/13 | 13/14 | 14/15         | 15/16         | 16/17         | 17/18         | 18/19         | 19/20         |
| ----------------------- | ----- | ----- | ----- | ----- | ----- | ------------- | ------------- | ------------- | ------------- | ------------- | ------------- |
| Europees kampioenschap  |       |       |       |       |       |               | 25e           | 28e           | 30e           | 36e           | 33e           |
| Nationaal kampioenschap |       |       |       |       | Goud  | Goud          | Goud          | Goud          |               | Goud          | Goud          |
| WK junioren             |       |       |       |       | 32e   | geen deelname | geen deelname | geen deelname | geen deelname | geen deelname | geen deelname |
| NK junioren             | Goud  | Goud  | Goud  | Goud  |       | geen deelname | geen deelname | geen deelname | geen deelname | geen deelname | geen deelname |